# Acalyptris mariepsensis
Acalyptris mariepsensis is een vlinder van de familie van de dwergmineermotten (Nepticulidae). De wetenschappelijke naam van deze soort is voor het eerst voorgesteld als Niepeltia mariepsensis door Malcolm John Scoble in een publicatie uit 1980.

## Verspreiding
De soort komt voor in Zimbabwe en Zuid-Afrika.

## Waardplanten
De rups leeft op Cassipourea malosana (Baker) Alston (Rhizophoraceae).